# ディルク・カイト
ディルク・カイト（オランダ語: Dirk Kuijt、 発音、1980年7月22日 - ）は、オランダ・南ホラント州カトウェイク出身の元サッカー選手、サッカー指導者。オランダ代表でもあった。現役時代のポジションはフォワード。名前は国外向けにDirk Kuytと綴られることもある。

## クラブ経歴

### FC ユトレヒト
アマチュアのクイック・ボーイズでフットボール・キャリアをスタート。1998年にトップチームに上がりホーフトトクラッセで6試合に出場、3得点を決めた。同年の内にチームメイトのドライク・ファン・ベーレンと共にFCユトレヒトへ移籍。すぐにスタメンに定着し、観衆のアイドルになった。2002-03シーズンには20得点を挙げる活躍を見せた。FCユトレヒトでの最後の試合になった2003年6月1日のKNVBカップ決勝、フェイエノールト戦に4-1で勝利し、カイトも1ゴールを決めている。

### フェイエノールト

#### 2003-2004
カイトは移籍金100万ユーロでフェイエノールトへ移籍。当初疑問視されていたが、フェイエノールトでも観客の人気者になった。2003年9月14日のAZ戦でフェイエノールトでの初ゴールを決めた(この試合2得点、内1点はPK)。

#### 2004-2005
リーグ戦29得点でエールディヴィジの得点王となる。新監督ルート・フリットはカイトに大きな信頼を置き、彼に相手ペナルティエリア内だけでプレーし、正真正銘のゴールゲッターとなることを命じると、このシーズン第1節のデ・フラーフスハップ戦でカイトはフェイエノールトの最初の3得点を決めてチームは6-1で勝利し、即座にその効果が表れた。このシーズンのカイトは2トップでプレーしたサロモン・カルーと見事なクリックを見せ、お互いに多くのゴールをアシストした。ガールグループのK3にちなみ、二人はK2と名付けられた。

#### 2005-2006
シーズンスタートをカイトは監督エルヴィン・クーマンのもとでキャプテンに就任した。フェイエノールトはこのシーズン6連勝と好スタートを切り、カイト自身もこの間6得点を決めた。第3節のアヤックス戦でフェイエノールトが1-2で勝利した後、カイトは移籍せずにこのシーズン残りをフェイエノールトでプレーしたいという気持ちを明かした。コールシンゲルに立ちたいという野望を持っていたカイトと共に、フェイエノールトはこのシーズン長くリーグタイトルを争ったが、シーズン後半戦でPSVとの優勝争いに敗れ、プレーオフでもアヤックス相手に完敗してUEFAチャンピオンズリーグの出場権も得られなかった。カイトはこの試合後、落胆から感情を抑えられず、涙を流しながらピッチを去っている。クラブでの栄光を得られなかったが、このシーズン、デ・テレフラーフとCCVSが主催するエールディヴィジのスペーラー・ファン・ヘット・ヤール・クラッセメントでハウデン・スヒューンを獲得、自身2回目の同賞受賞となった。このシーズン後にリヴァプールとニューカッスル・ユナイテッドへの移籍について報じられる。
カイトがフェイエノールトで欠場したのは2006年4月12日のPSVとのアウエーゲームの1試合のみだった。2001年3月から2006年4月12日までカイトは1試合も欠場することはなく、179試合に連続出場している。
数年後にカイトはフェイエノールトTVのインタビューに対しフェイエノールトでの時間はとても楽しかったと語っている。フットボール選手としても人間としてもこのクラブで成長したと話、選手としてもう一度このクラブに戻りたい気持ちを明かしている。また、カイトはフェイエノールトでの(第1期の)トップ3ゴールを挙げている。
- 1. 2006年2月5日 フェイエノールト－アヤックス(3-2)における3-1のカイトのゴール
- 2. 2004年4月11日 フェイエノールト－アヤックス(1-1)における1-1のカイトのゴール
- 3. 2005年9月18日 フェイエノールト－sc ヘーレンフェーン(5-1)における1-1のカイトのゴール

### リヴァプール FC

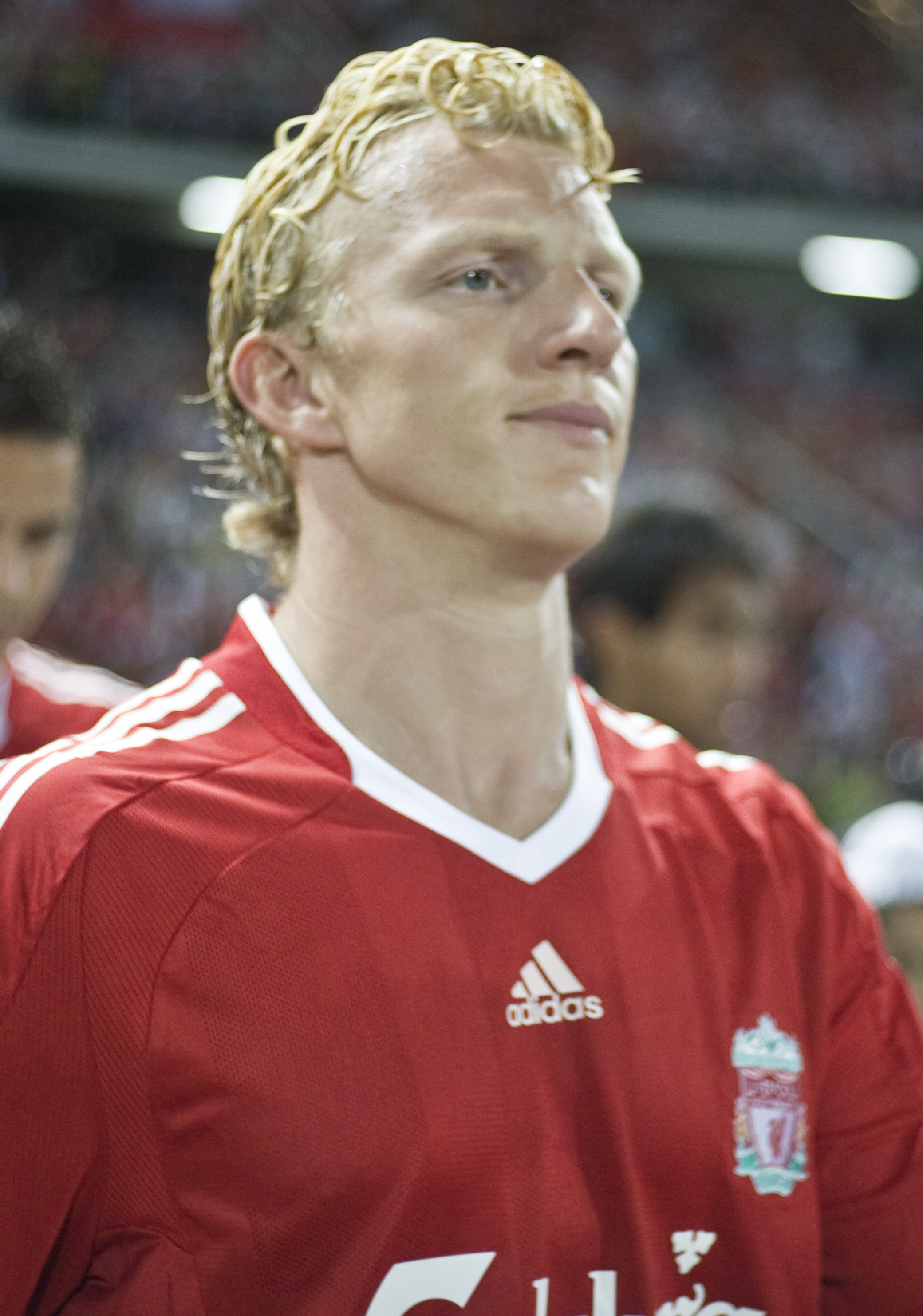
リヴァプールでのカイト

2006年夏、プレミアリーグのリヴァプールに移籍した。移籍金は推定で1800万ユーロ（約26億6400万円）と報じられたが、2017年夏には1500万ユーロに届いていなかったと報じられた。移籍してまもなくレギュラーとして活躍し始め、2006-07シーズンは、ピーター・クラウチ、クレイグ・ベラミー、ルイス・ガルシアらと2トップを組み、チーム最多となる12得点を記録した。チャンピオンズリーグでは決勝に進出したが、ミランに敗れ優勝はならず。
2007-08シーズン、開幕前にチームはフェルナンド・トーレス、アンドレイ・ヴォロニンといったワールドクラスの選手を前線に補強。しかし、トーレスとの2トップは機能したとは言い切れず、リヴァプールはスタートダッシュに失敗。優勝戦線からの早期脱落を余儀なくされると、チームはシステムを4-4-2から、スティーヴン・ジェラードをトップ下に配置する4-2-3-1に変更する。これに伴い、1トップの座をトーレスに譲ると、カイト自身は右WGとして新境地を開拓し、本職であるヨッシ・ベナユンやジャーメイン・ペナントを差し置いて、レギュラーとして活躍を続ける。ポジションがゴールから離れた位置に変更されたこともあり、リーグ戦でのゴール数は極端に減少(32試合で3ゴール)したものの、UEFAチャンピオンズリーグではゴールを量産した(11試合で5ゴール)。
2008-09シーズンは、開幕当初から右WGに固定され、トーレスの不在時には代役を完璧にこなすなど、抜群の存在感を示した。
リーグでは12ゴールを記録したが、チームは2位となりプレミアリーグの優勝には届かなかった。
2010-11シーズンは、チーム最多のリーグ戦13ゴールを記録。3月6日のマンチェスターU戦ではハットトリックを達成した。
2011-12シーズンは、指揮官ケニー・ダルグリッシュが英国出身選手を重用したことや、これまでの活躍の基盤となっていた圧倒的な運動量に衰えが見えはじめたこともあり、出場機会が減少した。しかし、リーグカップ決勝のカーディフ戦では、途中出場からゴールを決め、PK戦でもPKを成功させて優勝に貢献。リヴァプールでの初のタイトル獲得、そして唯一のタイトルとなった。。
シーズン終了後の6月、フェネルバフチェSKへの移籍が発表された。契約は3年間、背番号は「11」。

### フェイエノールトへ復帰

#### 2015-16シーズン
フェイエノールトのオファーを断ってトルコ行きを選択したことでフェイエノールト復帰の可能性は消えたかと思えたが、フェネルバフチェとの契約が終了した2015年夏にフェイエノールトでタイトルを獲るという夢を叶えるためにデ・カイプへ戻ることを遂に決断し、1年契約を結んだ。背番号は「7」。
ヨルディ・クラーシの移籍を受けてキャプテンマークを巻いたカイトはエールディヴィジに復帰した2015年8月8日の第1節・FCユトレヒト戦で後半早々に10人になったチームを牽引し、PKで復帰後初ゴールを決めて3-2での勝利に貢献し、FOX.nlでのマン・オブ･ザ･マッチに選ばれた。
シーズン序盤は低調なチームの中でカイトもPKを確実に決める以外に存在感を示せず(5試合でPK以外枠外シュート0などリーグのFWで最低の数字を記録)批判を浴びたが、9月24日のKNVBカップ2回戦のPECズヴォレ戦で初めてPK以外でのゴールを決めて2得点で勝利にはっきりとした形で貢献すると、その後はリーグ戦でも流れの中でのゴールを決めて10月18日のSCヘーレンフェーン戦ではハットトリックを達成した。エールディヴィジでの通算得点(129)でオフェ・キントファルに、フェイエノールトの選手としてのエールディヴィジ通算得点(78)でクーン・ムーラインにそれぞれ並んだ。1週間後の10月25日のAZとのホームゲームでもハットトリックを決めてフェイエノールトでのエールディヴィジ通算得点(81)でヴィレム・ファン・ハネヘムに並び、アルヘメーン・ダッハブラッドで週間最優秀選手に選ばれている。
ウィンターストップ明けのチームの連敗の中、カイトもチームを牽引する役割という期待に応えられないでいたが、ディック・アドフォカートのアドバイザー就任を転機に右サイドから10番のポジションに移ると再びゴールを決め始め、2016年2月21日のローダ戦でフェイエノールトでの公式戦通算100ゴールを記録した。最終的にリーグ戦19得点、ベーカー戦4得点と共にこのシーズンのクラブ最多得点者となり、クラブ8年ぶりのタイトルとなるKNVBカップ優勝に貢献。契約延長は長く保留していたが、シーズン終了後に「一つタイトルを獲ればもっと欲しくなるもの」と新たな1年契約を結んだ。

#### 2016-2017シーズン
UEFAヨーロッパリーグのグループステージもこなしながらの長いシーズンを見越して後半途中での交代が多くなったが、第2節のFCトゥエンテ戦で途中交代に失望の表情を見せ、試合後のメディア対応をしなかったことなどでまたも議論の的になった。キャリア通算リーグ戦600試合目となった第4節のエクセルシオール戦で2得点を決め、依然チームにとって重要な存在であることを示したが、初めて休息以外の戦術的理由でスタメンから外された12月11日のAZ戦(0-4)でチームがベストゲームを見せたこと、カイト自身ウィンターストップ明けに低調なプレーが続いていたことでイェンス・トールンストラ、ステフェン・ベルハイスとのポジション争いが論争になり、2月11日のFCフローニンゲン戦でスタメンを外れると、試合後にカメラの前で「僕はキャプテンとして特別扱いされると思っていた」と発言した事が一部抜き出されてさらに議論を起こした。
シーズン後半戦は数ヶ月間控えが続いたカイトだが、最終節のヘラクレス・アルメロとのホームゲームでトニー・ヴィリェナの出場停止によって再び攻撃的MFでスタメン起用されると開始40秒で先制点(フェイエノールトでのエールディヴィジ通算100ゴール目)、さらに12分目に2点目を決めてチームを勝利に導いただけでなく、84分にPKを決めてハットトリックを達成。自身の夢でもあったフェイエノールトでのリーグ優勝を成し遂げ、ロスタイムには感情を抑えられずに涙を流した。この活躍によりフットボール・インターネットとアルへメーン・ダッハブラッドで共に『キング・カイト』との表現で週間最優秀選手に選ばれた。このシーズン、カイトは12得点を決めている。
優勝を決めた翌日、コールシンゲルでのセレモニーを行い、さらにその翌日に引退を発表。そのままフェイエノールトに残り、将来のテクニカル・ディレクター候補としてテクニカル・マネージメントに関わる役職に就くことが発表された。引退を決めた理由については、シーズン後半のスタメン落ちが苦痛だったことを挙げている。

## 代表経歴
当時代表監督であったマルコ・ファン・バステンよりロイ・マカーイやパトリック・クライファートといったストライカーが多くいたオランダ代表に初招集を受けた。2004年9月3日のリヒテンシュタイン戦では代表デビューを果たした。2006 FIFAワールドカップ・ヨーロッパ予選では12試合中試合をスタメンで出場し、本戦出場に貢献した。
2006 FIFAワールドカップではベンチに降格してしまう。グループステージ1戦目のセルビア・モンテネグロ戦で後半14分にルート・ファン・ニステルローイに代わって出場した。2戦目終了時点でグループステージ突破が決まったため、3戦目のアルゼンチン戦ではスタメンで出場した。決勝トーナメント1回戦のポルトガル戦ではファン・ニステルローイに代わりスタメンのチャンスが回ってきたがゴールは挙げられず1-0で敗れチームは敗退した。
2008年にはUEFA EURO 2008のメンバーに選出され、6月9日に行われたグループステージ1戦目のイタリア戦でヴェスレイ・スナイデルとジョバンニ・ファン・ブロンクホルストのゴールをアシストしチームの勝利に大きく貢献した。6月13日のフランス戦では前半9分にゴールを挙げ勝利に貢献した。しかしチームは決勝トーナメント1回戦のロシア戦で敗れ敗退した。
2010 FIFAワールドカップではオランダの7試合に全て出場1得点3アシストを記録(この3アシストは大会最多タイに並ぶ数字。)、グループリーグ1戦目のデンマーク戦で2点目のゴールを挙げ、自身ワールドカップ初得点となった。
2012年にはUEFA EURO 2012のメンバーに選出されたが、2試合に途中出場したのみに終わる。
2014FIFAワールドカップのメンバーに選出され、ラウンド16のメキシコ戦で代表100試合出場を飾った。また同試合では不慣れな左ウイングバックで先発したが、試合途中にはフォワードとして、その後右サイドバックでもプレーした。準々決勝、準決勝、3位決定戦にも出場、オランダの3位に貢献した。
10月3日、オランダサッカー協会から代表引退が発表された。カイト自身は「怪我人などでどうしても必要があれば呼んでもらって構わない」と危機的状況での代表復帰の可能性は消していなかったため、2015年10月の欧州選手権予選でPO進出がかかったオランダ代表に代表監督ダニー・ブリントはカイトに復帰を打診したが、「ロッカールームでの重要な存在になれると思ったが、彼はスタメンの保証を求め、私にはそれはできなかった」と断られたと後日経緯を明かした。カイトはそれに対して「僕が価値を持てるのはピッチ内だけであり、ピッチ外ではない。それにブリントから連絡があったのはすでに代表が集まって二日経ってからだった。彼との話は外に出さないという約束だったのに、なぜ彼が公表したのか、僕には推測することしかできない」とコメントしている。

### 指導者経歴
現役引退後は指導者の道に進み、2022-23シーズン開幕前にADOデン・ハーグの監督に就任した。しかし、2022年11月、開幕から成績不振が続き、リーグ戦17位と低迷していたことが理由となり解任された。
2023年12月28日、ベルギーのKベールスホットVAの監督に招聘された。

## 評価
ヴィレム・フィッセルスは「最も美しいスポーツ･ストーリィの一つ。1年目でベーカーを獲り、2年目でチームから外され、ファン・ブロンクホルスト監督と緊張関係になりながらも控え役を受け入れ、最終戦で3得点を決める。こんなストーリーは考えて作れる物では無い」と評し、ピエール・ファン・ホーイドンクは「本物の王。カイトはフェイエノールトそのものであり、45.000人全てが自らを自己投影できる存在」と賞賛した。
リヴァプール時代のチームメイト、ジェイミー・キャラガーはカイトの引退を受けてDaily Mailでのコラムの中で「ディルクはハードワークによって何を成し遂げられるかの証拠と言われてきたが、ハードワークだけでは何にもならない。トップにおいて違いを作るのはメンタリティであり、毎日毎日自分を最大限へと押し上げようとする意思の力だ。ディルクはそれを、それ以上のことをした」と讃えた。
カイトへの賛辞として「ハードワーク」と共に「献身性」、「自己犠牲の精神」などが挙げられることが多いが、一方で常にピッチに立つことを求める妥協の無さもカイトのプロフェッショナルとしての強いキャラクターの一つと言える。それはリヴァプールを去り、ダニー・ブリントの代表復帰の打診を断り、フェイエノールトで引退を決めたことに出場機会の保証が得られなかったという理由が共通していることからも窺える。

## 個人成績
| クラブ           | シーズン     | リーグ | リーグ | カップ | カップ | リーグカップ | リーグカップ | UEFA | UEFA | その他 | その他 | 通算 | 通算 |
| クラブ           | シーズン     | 出場   | 得点   | 出場   | 得点   | 出場         | 得点         | 出場 | 得点 | 出場   | 得点   | 出場 | 得点 |
| ---------------- | ------------ | ------ | ------ | ------ | ------ | ------------ | ------------ | ---- | ---- | ------ | ------ | ---- | ---- |
| ユトレヒト       | 1998-99      | 28     | 5      | 2      | 1      | -            | -            | 0    | 0    | -      | -      | 30   | 6    |
| ユトレヒト       | 1999-2000    | 32     | 6      | 4      | 4      | -            | -            | 0    | 0    | -      | -      | 36   | 10   |
| ユトレヒト       | 2000-01      | 32     | 13     | 5      | 3      | -            | -            | 0    | 0    | -      | -      | 37   | 16   |
| ユトレヒト       | 2001-02      | 34     | 7      | 3      | 3      | -            | -            | 4    | 1    | -      | -      | 41   | 11   |
| ユトレヒト       | 2002-03      | 34     | 20     | 4      | 2      | -            | -            | 2    | 1    | -      | -      | 40   | 23   |
| ユトレヒト       | 通算         | 160    | 51     | 18     | 13     | 0            | 0            | 6    | 2    | 0      | 0      | 184  | 66   |
| フェイエノールト | 2003-04      | 34     | 20     | 2      | 1      | -            | -            | 4    | 1    | -      | -      | 40   | 22   |
| フェイエノールト | 2004-05      | 34     | 29     | 3      | 4      | -            | -            | 7    | 3    | -      | -      | 44   | 36   |
| フェイエノールト | 2005-06      | 33     | 22     | 1      | 0      | -            | -            | 2    | 1    | 2      | 2      | 38   | 25   |
| フェイエノールト | 通算         | 101    | 71     | 6      | 5      | 0            | 0            | 13   | 5    | 2      | 2      | 127  | 83   |
| リヴァプール     | 2006-07      | 34     | 12     | 1      | 1      | 2            | 0            | 11   | 1    | -      | -      | 48   | 14   |
| リヴァプール     | 2007-08      | 32     | 3      | 4      | 1      | 0            | 0            | 12   | 7    | -      | -      | 48   | 11   |
| リヴァプール     | 2008-09      | 38     | 12     | 2      | 0      | 0            | 0            | 11   | 3    | -      | -      | 51   | 15   |
| リヴァプール     | 2009-10      | 37     | 9      | 2      | 0      | 1            | 0            | 13   | 2    | -      | -      | 53   | 11   |
| リヴァプール     | 2010-11      | 33     | 13     | 1      | 0      | 0            | 0            | 7    | 2    | -      | -      | 41   | 15   |
| リヴァプール     | 2011-12      | 34     | 2      | 6      | 1      | 5            | 2            | -    | -    | -      | -      | 45   | 5    |
| リヴァプール     | 通算         | 208    | 51     | 16     | 3      | 8            | 2            | 54   | 15   | 0      | 0      | 286  | 71   |
| フェネルバフチェ | 2012-13      | 31     | 8      | 7      | 1      | 1            | 1            | 17   | 7    | -      | -      | 56   | 17   |
| フェネルバフチェ | 2013-14      | 32     | 10     | 0      | 0      | 1            | 0            | 4    | 0    | -      | -      | 37   | 10   |
| フェネルバフチェ | 2014-15      | 32     | 8      | 4      | 2      | 1            | 0            | -    | -    | -      | -      | 37   | 10   |
| フェネルバフチェ | 通算         | 95     | 26     | 11     | 3      | 3            | 1            | 21   | 7    | 0      | 0      | 130  | 37   |
| フェイエノールト | 2015-16      | 32     | 19     | 6      | 4      | -            | -            | -    | -    | -      | -      | 38   | 23   |
| フェイエノールト | 2016-17      | 30     | 12     | 2      | 3      | 0            | 0            | 5    | 0    | 1      | 0      | 38   | 15   |
| フェイエノールト | 通算         | 62     | 31     | 8      | 7      | 0            | 0            | 5    | 0    | 1      | 0      | 76   | 37   |
| 通算             | オランダ     | 323    | 153    | 32     | 25     | 0            | 0            | 24   | 7    | 3      | 2      | 344  | 172  |
| 通算             | イングランド | 208    | 51     | 16     | 3      | 8            | 2            | 54   | 15   | 0      | 0      | 286  | 71   |
| 通算             | トルコ       | 95     | 26     | 11     | 3      | 3            | 1            | 21   | 7    | 0      | 0      | 130  | 37   |
| 総通算           | 総通算       | 626    | 230    | 59     | 31     | 11           | 3            | 99   | 29   | 3      | 2      | 798  | 295  |

## 代表歴

### 出場大会
- オランダ代表
  - 2006 FIFAワールドカップ
  - 2010 FIFAワールドカップ
  - 2014 FIFAワールドカップ

### 試合数
- 国際Aマッチ 104試合 24得点（2004年-2014年）[27]

| オランダ代表 | 国際Aマッチ | 国際Aマッチ |
| 年           | 出場        | 得点        |
| ------------ | ----------- | ----------- |
| 2004         | 5           | 1           |
| 2005         | 10          | 2           |
| 2006         | 12          | 2           |
| 2007         | 8           | 1           |
| 2008         | 13          | 3           |
| 2009         | 11          | 4           |
| 2010         | 14          | 4           |
| 2011         | 11          | 7           |
| 2012         | 8           | 0           |
| 2013         | 6           | 0           |
| 2014         | 6           | 0           |
| 通算         | 104         | 24          |

## 監督成績
2022-23シーズン終了時点
| チーム名        | 就任日       | 退任日         | 成績 | 成績 | 成績 | 成績 | 成績   |
| チーム名        | 就任日       | 退任日         | 試   | 勝   | 分   | 負   | 勝率%  |
| --------------- | ------------ | -------------- | ---- | ---- | ---- | ---- | ------ |
| ADOデン・ハーグ | 2022年6月2日 | 2022年11月24日 | 17   | 5    | 4    | 8    | 029.41 |

## タイトル
クラブ
FCユトレヒト
- KNVBカップ : 2002-03

リヴァプールFC
- フットボールリーグカップ : 2011-12

フェネルバフチェSK
- テュルキエ・クパス : 2012-13
- スュペル・リグ : 2013-14

フェイエノールト
- KNVBカップ : 2015-16
- エールディヴィジ : 2016-17

個人
- エールディビジ得点王 : 1回 (2004-05)
- ハウデン･スヒューン : 2002-2003, 2005-2006

## エピソード
- フェイエノールト復帰が決まった契約の日から最初の公式戦である第1節、FCユトレヒト戦までを追ったドキュメンタリー番組 "Dirk Kuyt terug op Zuid"("ザイト"はロッテルダム・ザイトのこと)をFox.nlが制作、2015年8月18日に放送された。

- フェイエノールトのオープンダッハでヘリコプターに2回乗ったのはカイトとヨン・ダール・トマソンの2人だけ。

- 映画監督デボラ・ファン・ダムによってカイトの最後のシーズンのドキュメンタリーが撮影され、出場時間の減少に苦しみつつも際の試合でヘルトとなって夢を叶える過程が『カイト』(KUYT)の表題で2017年9月21日のユトレヒトでの映画祭で初上映された。

- ボロニンがリバプールに移籍した際は、ドイツ語の辞書を読み返し、支援した。